# Petter Johan Fischerström
Petter Johan Fischerström, född 20 oktober 1751 i Kristianstad, död 6 januari 1840 på Bo i Ronneby socken, var en svensk jurist, författare och lantbrukare. Han var brorson till Johan Fischerström.

## Biografi
Petter Johan Fischerström var son till handlanden och brukspatronen Anders Fischerström. Han blev 1766 student vid Lunds universitet, avlade 1767 juridisk examen och blev 1768 auskultant i Göta hovrätt. Han fortsatte därefter sin karriär inom juridiken, blev kanslist 1771, arkivarie 1774, civilnotarie 1780 och pronotarie 1785. 1785 blev han häradshövding i Handbörds, Stranda och Norra Möre härader, från 1788 häradshövding i Listers och Bräkne härader med Sonekulla som häradshövdingeboställe. Från 1802 erhöll han tjänstledighet på grund av sjukdom och erhöll avsked 1815. Han fick dock rätt att behålla häradshövdingebostället  och kom här att ägna sig åt lantbruk och författarskap inom lantbrukets område. 1796 hade han erhållit 50 års besittningsrätt Ändelösa kärr, genom vars utdikning Fischerström vann 30 tunnland jord till sin gård. 1790 lät han även anlägga ett brännvinsbränneri vid Sonekulla. Den ekonomiska avkastningen av gården blev dock inte den bästa och 1819 flyttade han till Bo i Ronneby socken, där han avled.